# George van Rossem
George van Rossem (Hága, 1882. május 30. – Wassenaar, 1955. január 14.) olimpiai bronzérmes holland párbajtőr- és kardvívó, sportvezető.